# Nanticoke (Pennsylvania)
Nanticoke è un comune (city) degli Stati Uniti d'America, situato nello stato della Pennsylvania, nella contea di Luzerne.